# Raúl Aranda
Pour les articles homonymes, voir Aranda.
Raúl Aranda Pérez, plus connu sous le nom de « Raúl Aranda », né à Almassora (province de Castellón, Espagne) le 3 janvier 1952, est un matador espagnol.

## Présentation
Après avoir participé à cinquante novilladas piquée, il prend l'alternative à Saragosse le 23 mai 1971 devant des taureaux de la ganadería du Comte de la Corte. Il triomphe avec trois oreilles ce jour-là. 

## Carrière
Raúl Aranda  triomphe encore lors de sa confirmation d'alternative à Madrid devant des taureaux de la ganadería Galache. L'année suivante, il se présente en France à Bayonne le 14 juillet 1972  et il triomphe encore aux côtés de José Falcón et de « Marismeňo » face aux taureaux de Francisco Bartolomé.
Lors de sa première corrida en  Amérique latine, il se présente à Lima (Pérou) en compagnie de « Paquirri » et de Rafael Torres le 1er décembre 1974 devant des taureaux de Chuquizongo.

## Style
Il affronte volontiers des taureaux réputés « durs », avec un habileté artistique qui fait de lui un des toreros importants du XXe siècle. Sa dernière corrida a lieu le 14 décembre 1996. Il sera ensuite apoderado d'un jeune torero de Saragosse : Luis Antonio Gaspar « Paulita ».